# Châteaufort (Yvelines)
Châteaufort es una comuna francesa situada en el departamento de Yvelines, en la región de Isla de Francia.

## Demografía
| 717 | 749 | 812 | 769 | 1427 | 1453 | 1515 |
| Para los censos de 1962 a 1999 la población legal corresponde a la población sin duplicidades (Fuente: INSEE [Consultar]) |     |     |     |      |      |      |